# Nana del Bover III
La Galàxia Nana del Bover III (Boo III) és una concentració d'estels (en anglès "overdensity"), situat a prop de l'halo galàctic de la Via Làctia, i que correspon a una galàxia nana esferoidal fortament pertorbada per l'efecte de les forces marea gravitacional de la nostra galàxia. Boo III s'hi localitza a l'homònima constel·lació i va ser descoberta el 2009 gràcies a les dades recollides per l'Sloan Digital Sky Survey.
S'hi troba a la distància d'al voltant 150.000 anys llum de la Terra i es s'allunya a la velocitat de 197 km/s. De forma allargada amb una relació dels eixos de 2:1, té un abast d'al voltant dels 500 parsec (1.600 anys llum). Donada la forma i les grandàries no es pot excloure que es trobe en un estadi de transició entre una galàxia lligada gravitacionalment a la Via Làctia i un sistema completament deslligat, destruït per les forces de marea de la nostra galàxia.
Boo III és una de les galàxies satèl·lit de la Via Làctia més petites i menys lluminoses. la seva brillantor és aproximadament igual a 18.000 voltes la del Sol, així doncs molt inferior a la de molts cúmuls globulars. És difícil estimar la seva massa, ja que està a punt de ser disgregada. En aquest cas, la dispersió de velocitat de les seves estrelles no està relacionada amb la massa de la galàxia.
La població estel·lar és formada d'estels antics formats fa més de 12.000 milions d'anys, amb una baixa metal·licitat que resulta 120 voltes inferiors a la del Sol.
Finalment, se suposa que la Nana del Bover III també és a l'origen del corrent Styx, un flux d'estrelles també situat a prop de l'halo galàctic de la Via Làctia i descobert simultàniament a Boo III.